# Centrelus neglectus
Centrelus neglectus är en mångfotingart som först beskrevs av Carl 1919.  Centrelus neglectus ingår i släktet Centrelus och familjen Atopetholidae. Inga underarter finns listade i Catalogue of Life.